# یواس‌اس زانتیاس (ای‌آر-۱۹)
یواس‌اس زانتیاس (ای‌آر-۱۹) (به انگلیسی: USS Xanthus (AR-19)) یک کشتی بود که طول آن ۴۴۱ فوت ۶ اینچ (۱۳۴٫۵۷ متر) بود. این کشتی  در سال ۱۹۴۴ ساخته شد.